# Дутчино (Витебский район)
Дутчино (бел. Ду́дчына) — деревня в Мазоловском сельсовете Витебского района Витебской области Республики Беларусь. Деревня расположена вблизи посёлка Лужесно.

## География
Деревня расположена в 2,3 км на север от Витебска.
Севернее Дутчино (1,3 км) находится центр сельсовета агрогородок Мазолово, южнее Дутчино (1,2 км) расположено Лужесно.
На юго-востоке к деревне расположены садоводческие товарищества.
У восточной окраины деревни протекает река Лужеснянка, у южной окраины — ручей Кривой. Еще один ручей проходит через Дутчино с северо-запада и впадает в ручей Кривой.

## История
В 1785 году деревня Дутчина входила в состав большого имения «Лужосна» (всего дворов 133, по ревизии мужеска пола душ 605. Всего земли 4783 десятин) коллежского асессора Венедикта Иванова сына Фатова.
В деревне было 5 дворов, 37 жителей.
В 1846 году имение «Лужесно» в состав которого входило 17 деревень в собственности майора и кавалера Николая Еньки, который имел 696 крестьянских душ и 3188 десятин земли.
В Дутчино 3 двора, 37 жителей.
Дутчино находилось на дороге в Городок. В 1848 году было проложено новое шоссе на Санкт-Петербург, до этого главная дорога шла через Сураж. Дутчино оказалось немного в стороне от новой трассы.
После разделения в 1861 году Витебского уезда на волости, в составе Мишковской волости.
В 1906 году деревня в составе Лесковичской волости Витебского уезда Витебской губернии.
На 1906 год деревня Дутчино Лужеснянского сельского общества. 15 десят. удобной земли, 9 десят. неудобной земли. 8 дворов. 23 мужчины. 31 женщина.
После присоединения к БССР, с 20 августа 1924 года Дутчино в Боровлянском сельсовете Северо-Витебского района Витебского округа, с 26 марта 1927 года в образованном Витебском районе.
В 1926 году в деревне 12 дворов, 57 жителей.
В 1941 году в деревне было 10 домов и 47 жителей. Во время карательной операции в июне 1942 года деревня была полностью сожжена. 8 человек погибли на фронте.
Примерно в 1946 году из Верховья (прим. Руба-2 — посёлок в 25 километрах к северу от Витебска. Вместе с Рубой находится в подчинении Витебскому горсовету и входит в состав Железнодорожного района города) в Дутчино был переведен местный кирпичный завод. Вероятно поэтому главная деревенская улица называется «Кирпичная». Планировалось расширение производства и постройка более крупного предприятия, но это оказалось нецелесообразно и завод закрыли. В помещениях Кирпичного завода начал работу лесоперерабатывающий завод.
22 декабря 1960 года территория Боровлянского сельсовета вошла в состав новообразованного Мазоловского сельсовета.
В 1969 году в деревне 15 дворов, 125 жителей.
В 2000 году 41 домохозяйство, 110 жителей. В составе колхоза «Призыв» (центр в Мазолово).
По переписи 2009 года проживало 70 человек.
На 2014 год 34 домохозяйства, 83 жителей. Моложе трудоспособного возраста 24, трудоспособного возраста 46, старше трудоспособного возраста 13 человек.
На 2018 год в деревне 37 домовладений, 88 жителей.

## Население
- 1926 год — 12 дворов, 57 жителей
- 1941 год — 10 домов, 47 жителей
- 1969 год — 15 дворов, 125 жителей
- 2000 год — 41 домохозяйство, 110 жителей
- 2009 год — 70 жителей (перепись населения)
- 2014 год — 34 домохозяйства, 83 жителей
- 2018 год — 37 домовладений, 88 жителей